# División Este (Fiyi)
La división Este es una de las cuatro divisiones administrativas de la República de las Islas Fiyi. Se subdivide internamente en las cuatro provincias de Kadavu, Lau, Lomaiviti y Rotuma. Su ciudad capital es la ciudad de Levuka en la isla Ovalau.

## División
Entre las islas de esta división se destacan Kadavu, Gau, Koro, Nairai, Moala, Matuku, Vatu Vara, Naitaba, Mago, Cicia, Tuvuca, Lakeba, Vanua Vatu, Oneata, Vuaqava, Kabara, Moce, y Fulaga.

## Límites
Es la división más grande si se incluye su dominio marítimo, pero la más pequeña en términos de superficie terrestre. Posee límites marítimos con la división Central al occidente, la división Norte en la zona septentrional, y la división Oeste en el extremo suroccidental.

## Territorio y Población
Tiene 1.376 km² de superficie. Según cifras del censo llevado a cabo en 2007, tiene una población de 36.979 personas. La densidad poblacional es de 26,87 hab./km².